# Tesero
Tesero est une commune italienne d'environ 2 900 habitants située dans la province autonome de Trente dans la région du Trentin-Haut-Adige dans le nord-est de l'Italie.

## Histoire
Le 19 juillet 1985, Tesero a été frappée par la catastrophe du barrage du Val de Stava (268 morts).

## Administration
| Période                                  | Période | Identité | Étiquette | Qualité |
| ---------------------------------------- | ------- | -------- | --------- | ------- |
|                                          |         |          |           |         |
| Les données manquantes sont à compléter. |         |          |           |         |

### Hameaux
Lago, Stava, Alpe di Pampeago

### Communes limitrophes
Les communes limitrophes sont  Cavalese, Nova Ponente, Panchià, Pieve Tesino, Predazzo et Ville di Fiemme.